# Alagakkonara
Alagakkonara fue una prominente familia feudal que proporcionó ministros poderosos y gobernantes militares durante el periodo medieval de Sri Lanka. 

## Caída de la familia Alagakkonara
La caída de la familia Alagkkonara fue un suceso que provocó que el clan feudal Alagakkonara  perdiera su poder político en Sri Lanka medieval.

### Desunión en los miembros
Después de la muerte de Alakeswara varios miembros de la familia empezaron a luchar entre sí por el poder.
Kumara Alakesvara, medio hermano del rey Bhuvanaikabahu V de Gampola logró controlar la región entre 1386 y 1387, después de esto lo heredo Vira Alakesvara de Gampola hasta 1391, en donde fue derrocado por otros parientes rivales.

### Guerra contra el Almirante Zheng He
Posteriormente de ser derrocado, Alakesvara de Gampola retomó el poder en 1399 con ayuda de mercenarios extranjeros.
En 1411 se enfrentó al almirante chino Zheng He, quien derroto, capturo a Alakesvara de Gampola quien fue llevado a china. Estuvo prisionero durante un año después de que sea liberado y llevado a Sri Lanka. la humillación sufrida por este incidente y las décadas de luchas internas dentro de la familia, destruyeron totalmente su poder político.
- Datos: Q2829484